# Wangerooge
Wangerooge är den östligaste bebodda ostfrisiska ön i den tyska delstaten Niedersachsen. Wangerooge är även en kommun med cirka 1 200 invånare i distriktet Friesland och brukar geografiskt räknas som en del av det historiska landskapet Ostfriesland. Kulturellt och politiskt är ön en del av frisiska Jeverland.

## Geografi

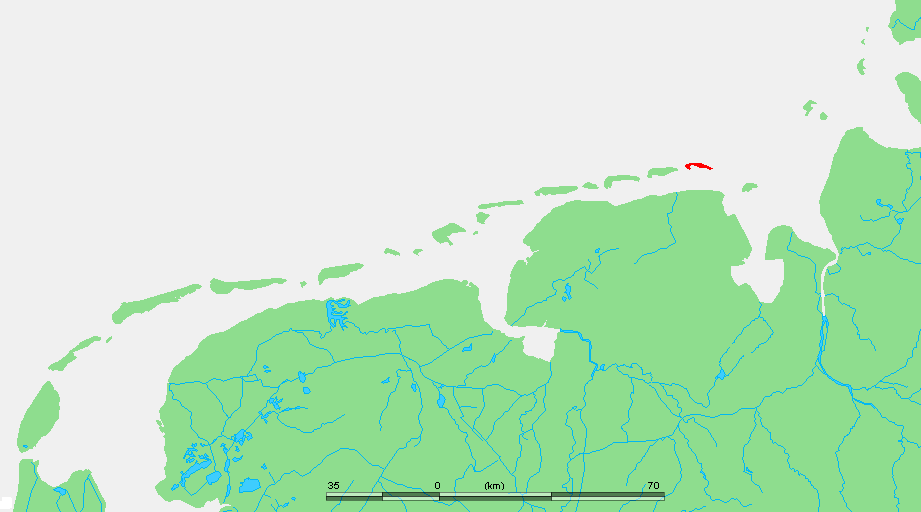
Ön Wangerooge ligger vid ostfriesiska kusten i nordvästra Tyskland

Wangerooge ligger 7 kilometer utanför det ostfriesiska fastlandet i den del av Nordsjön som även kallas Vadehavet. Ön är ca 8,5 kilometer lång och upp till 2,2 kilometer bred. Ön har en 3 kilometer lång och 100 meter bred sandstrand. Wangerooge ligger inom Nationalpark Niedersächsisches Wattenmeer och vid lågvatten är Vadehavet mellan ön och fastlandet nästan torrlagt. Ön består till stor del av sanddyner och dess högsta punkt är 17 meter över havet. Genom vind och havsströmmar har Wangerooge, liksom de övriga ostfriesiska öarna, flyttat sig.

## Historik
Wangerooges läge har under århundradenas lopp förflyttat sig ett flertal gånger, inte minst genom stormfloder. Detta har fått till följd att bosättningar flera gånger har fått överges och att nya bosättningar har fått byggas mot öster.
Wangerooge nämns första gången år 1306 i ett avtal mellan Bremen och det frisiska historiska området Östringen. Under den ostfriesiska hövdingatiden 1350-1464 tillhörde ön Ostfriesland. Ön tillhörde därefter Jeverland och år 1575 blev ön en del av grevskapet Oldenburg. Åren 1668-1793 tillhörde ön furstendömet Anhalt-Zerbst och tillhörde därefter några år Ryssland. Åren 1806-1810 var ön ockuperad av Kungariket Holland och därefter av Frankrike. År 1813 kastades fransmännen ut och ön blev åter rysk. År 1818 överlät tsar Alexander I ön till storhertigdömet Oldenburg. År 1933 blev ön en del av distriktet Landkreis Friesland och blev 1946 en kommun i den nybildade tyska delstaten Niedersachsen.
Öns invånare har under århundradenas lopp försökt skydda Wangerooge mot stormfloder. Fram till allhelgonastormfloden 1570 var öns bosättning samlad kring Nicolaikyrkan. Julstormfloden 1717 fick mycket svåra följder på ön och vintern 1854/55 delades ön i tre delar av en ny stormflod, nyårsstormfloden 1855. De flesta invånarna tvingades lämna ön, men ett fåtal stannade kvar och 1865 grundades en ny bosättning på ön.
Under den preussiska tiden investerades mycket pengar i bland annat Wilhelmshaven och även på Wangerooge gjordes stora investeringar för att skydda ön från stormfloder. Bland annat förstärktes vallarna runt ön. Wangerooge hade militär betydelse under de båda världskrigen på 1900-talet. Ön bombades svårt i slutet av andra världskriget, 1945.
Under 1900-talet härjade ett antal stormfloder ön, senast i mitten av februari 1962 då stora delar av öns bebyggda delar översvämmades. Den äldsta byggnaden i den nuvarande huvudorten på ön är fyren från 1856. Från slutet av 1800-talet finns ett stort antal hotell som präglar dagens Wangerooge.

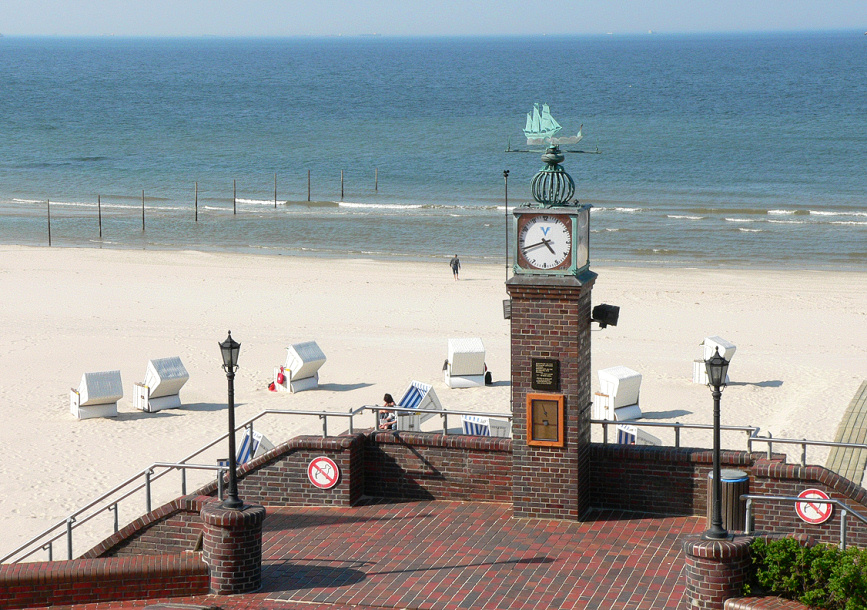
Stranden på Wangerooge
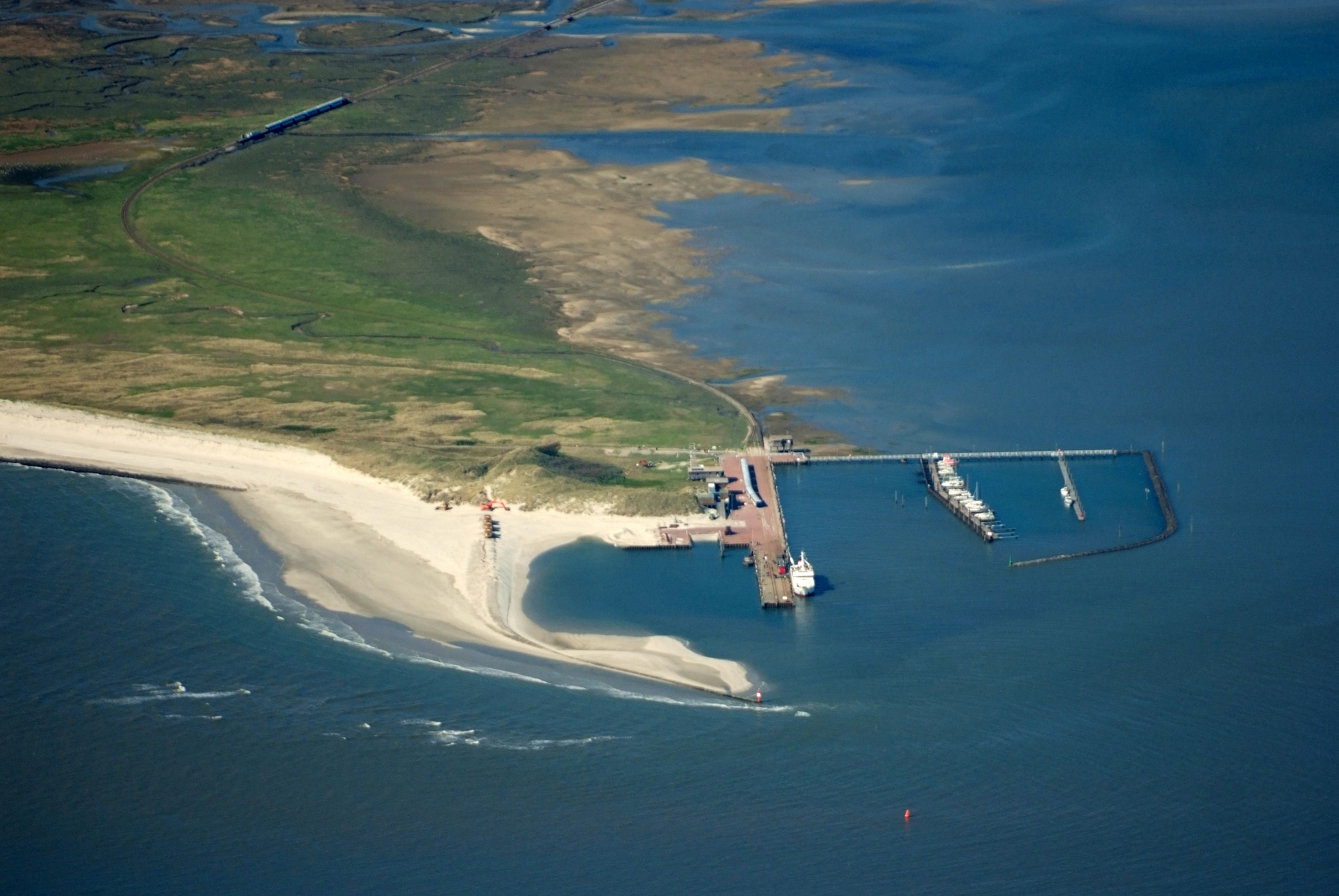
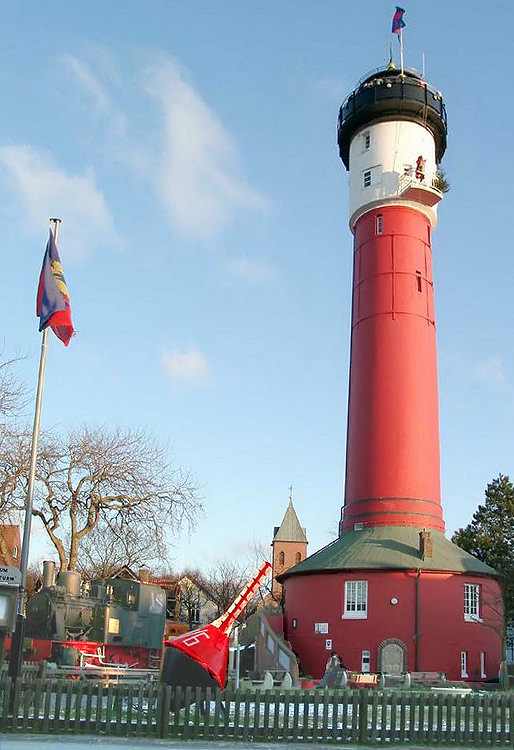
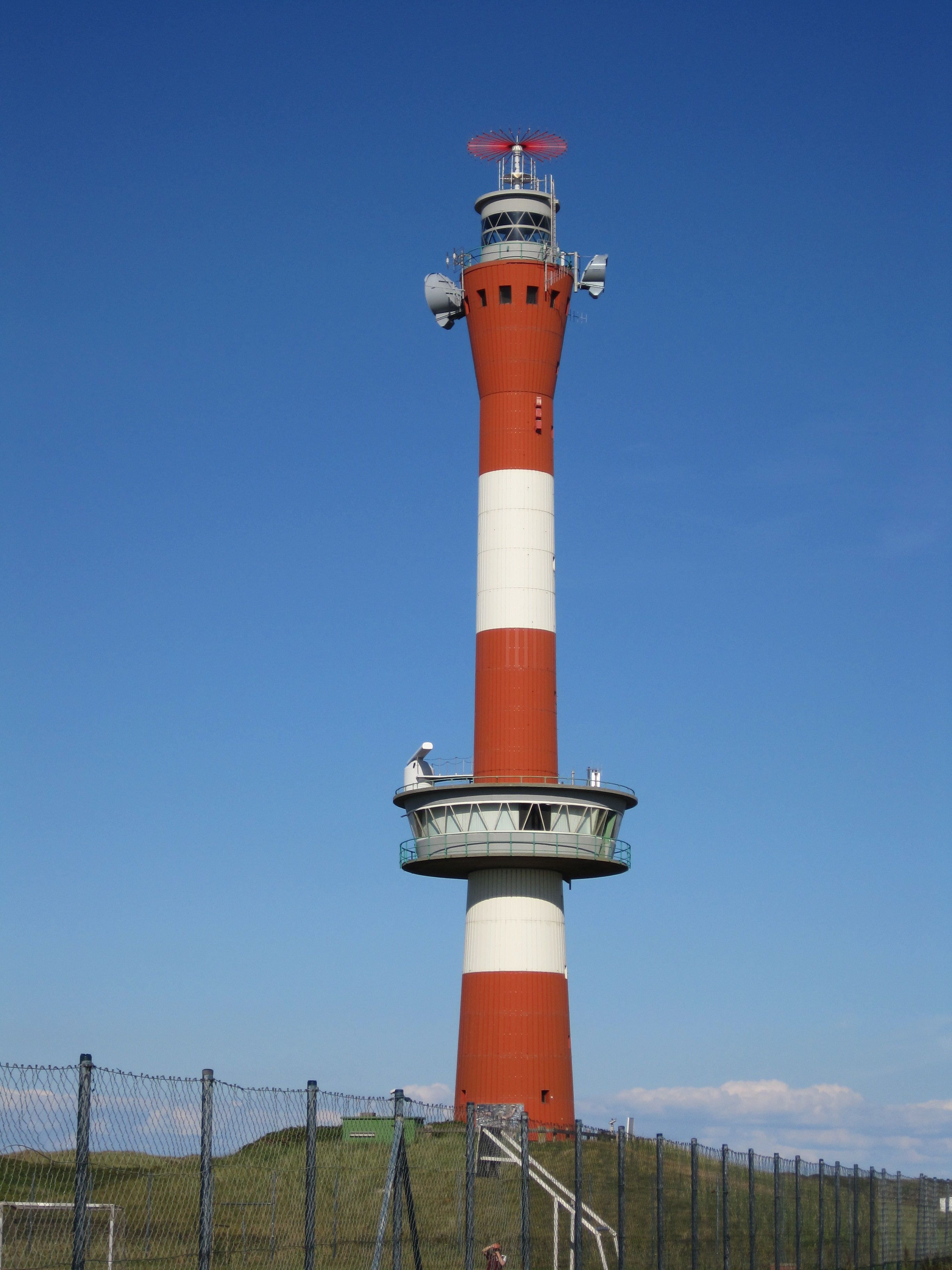
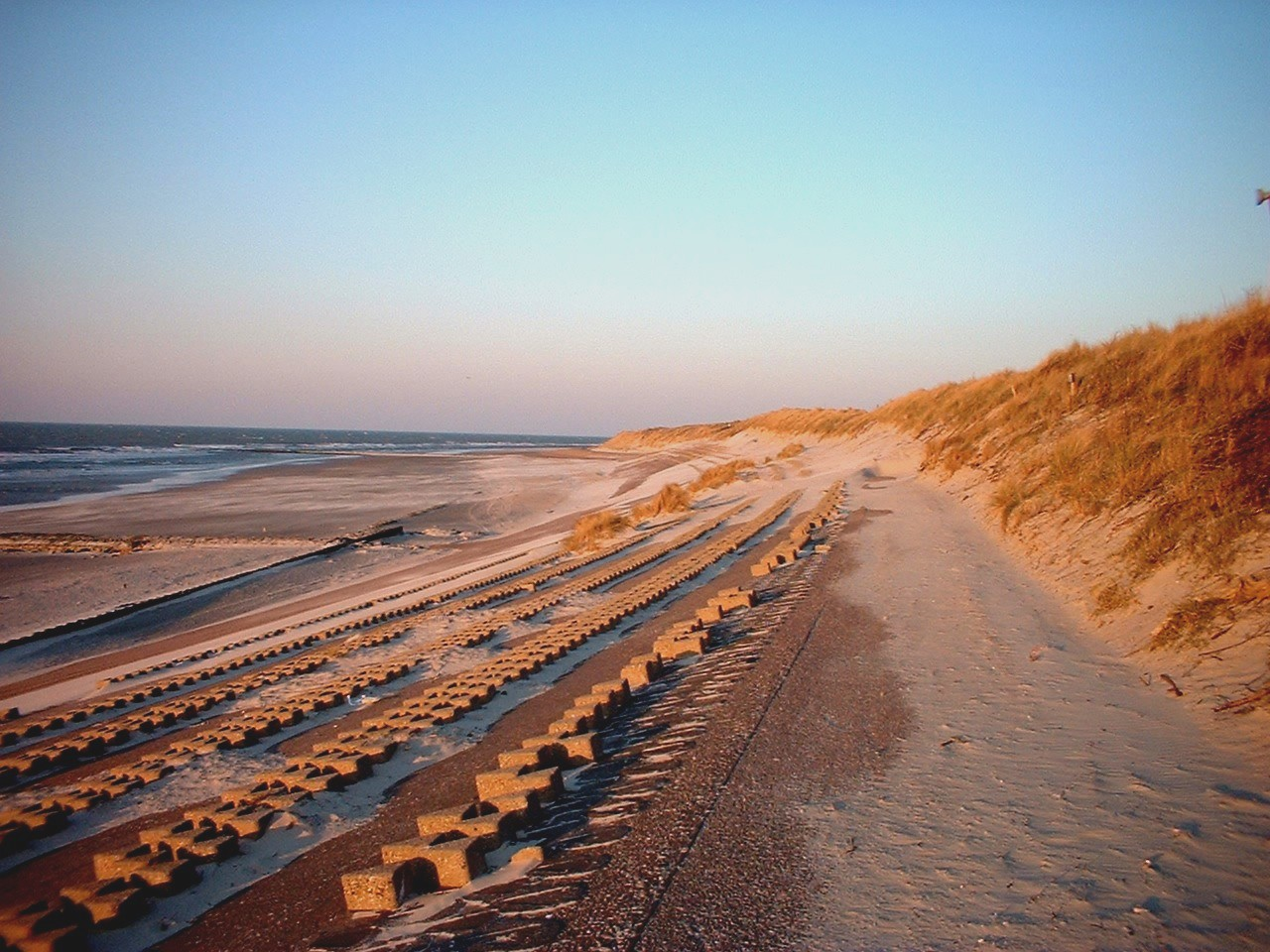
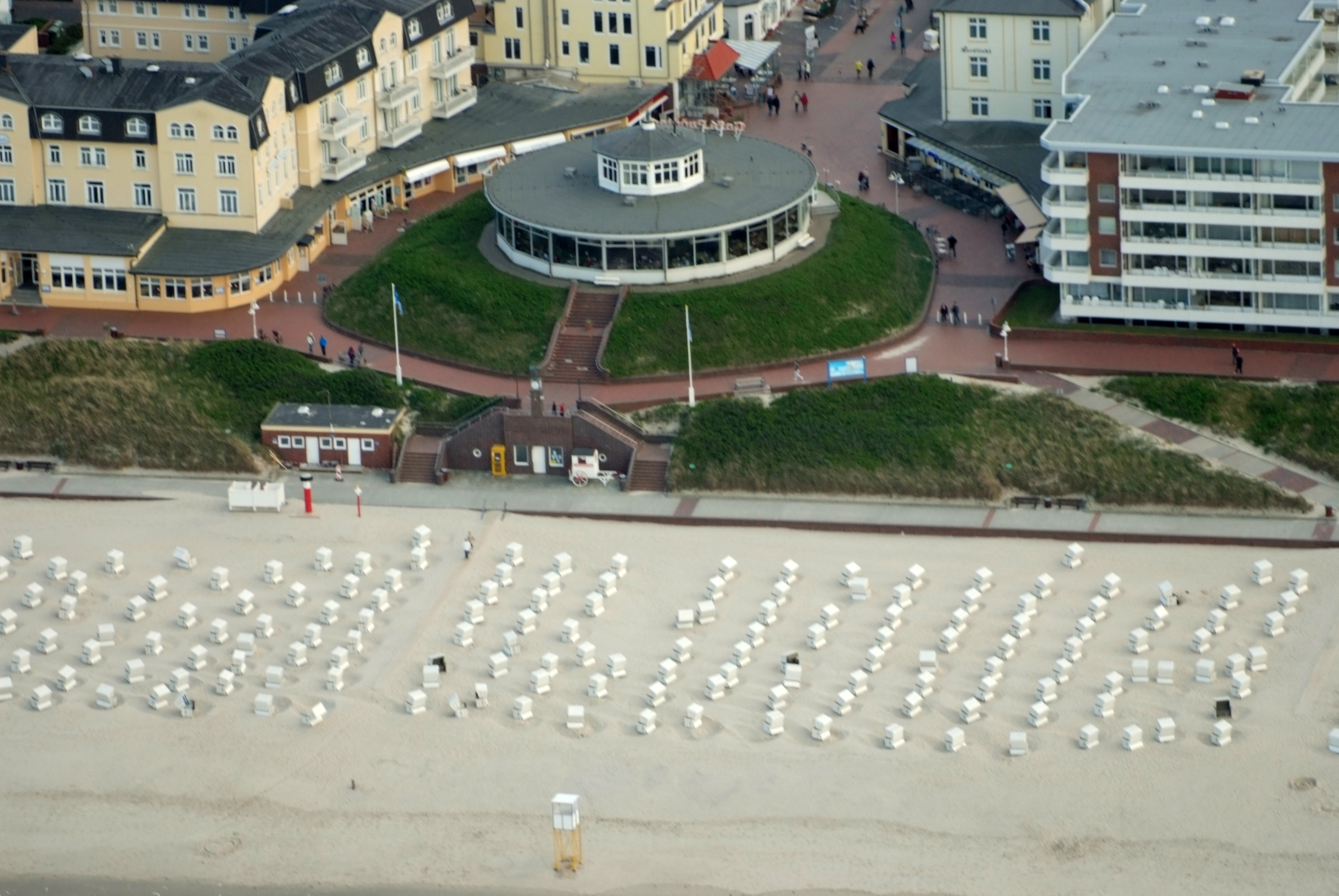
Café Pudding
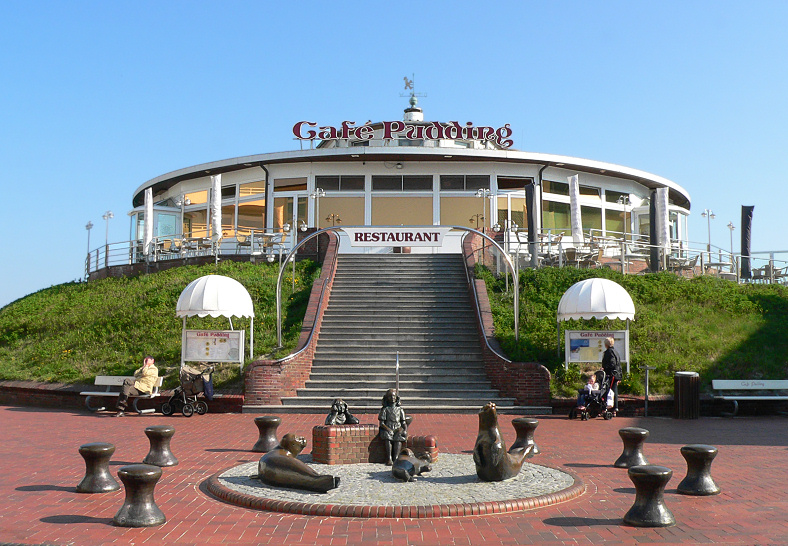
Ett av öns kaféer, Pudding, nära stranden på Wangerooge
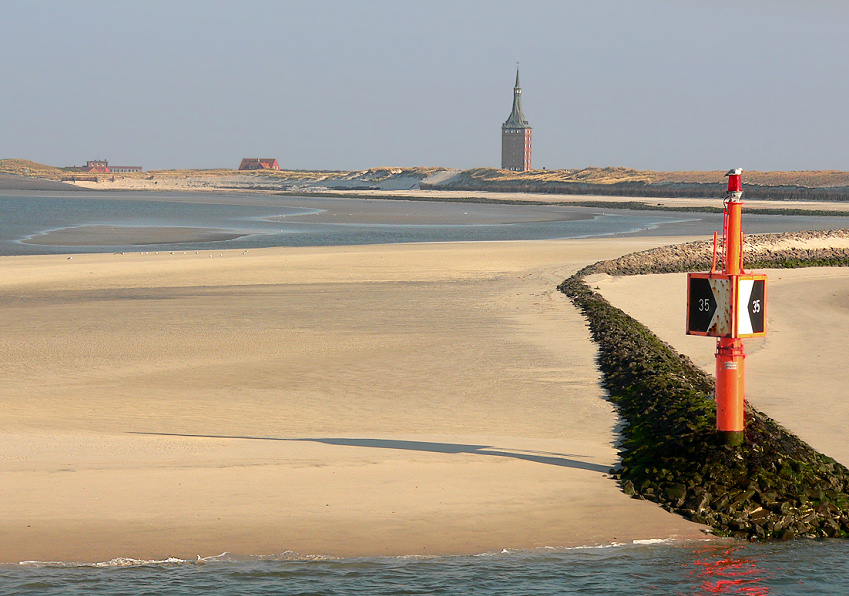
Utsikt mot Wangerooge och västtornet från färjan vid västra hamnen
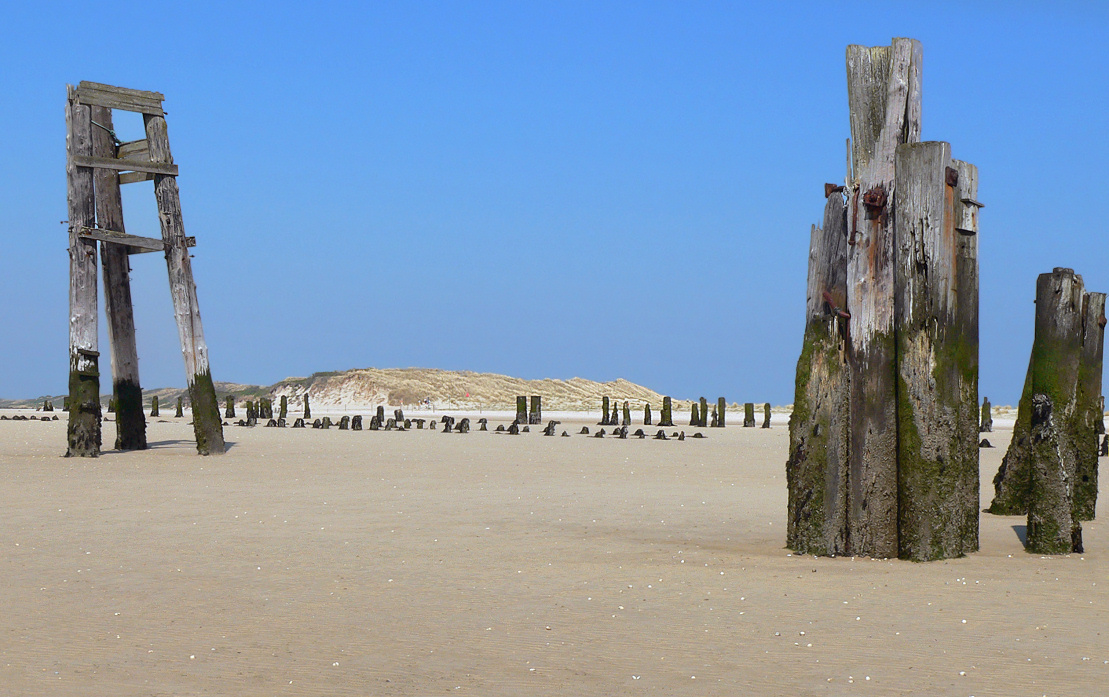
Rester av hamnen och järnvägen vid öns östra sida, Ostende
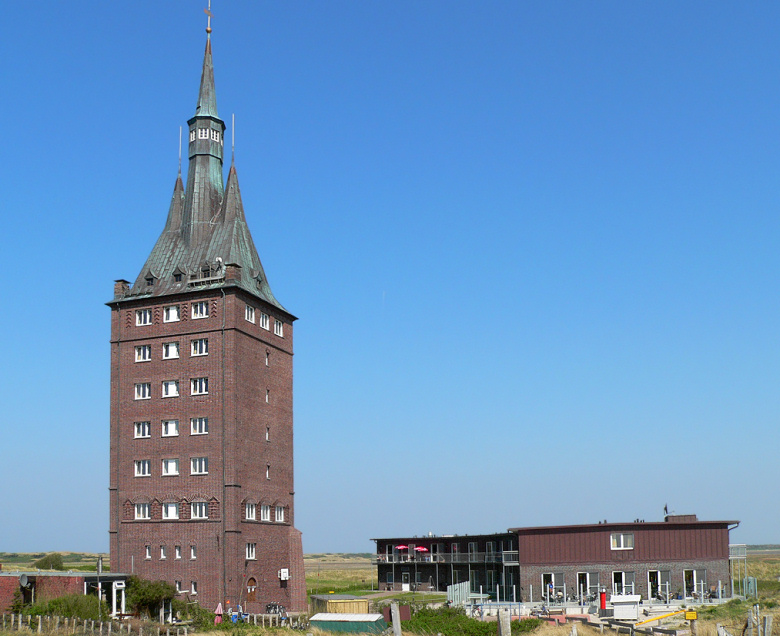
Det nya västtornet från 1932, numera vandrarhem

## Näringsliv
Fram till 1700-talet levde öns invånare av fisket. År 1804 blev ön en kurort och sedan dess domineras Wangerooges näringsliv av turismen. Öns besöksnäring tar emot ca 500 000 övernattningar per år. På ön är biltrafik förbjuden. Färjan till Wangerooge går från Harlesiel på fastlandet.

## Kultur
På Wangerooge talades fram till 1930-talet en särskild dialekt av det östfrisiska språket som på tyska kallas Wangerooger Friesisch. Vid sidan av saterfrisiska var wangeroogfrisiska den sista resten av östfrisiskan. Genom stormflodkatastrofen 1854-55 och den stora förflyttningen av öborna till fastlandet (bland annat till Varel) fick språket svårt att överleva.